# Elz (Gemeinde Lasberg)

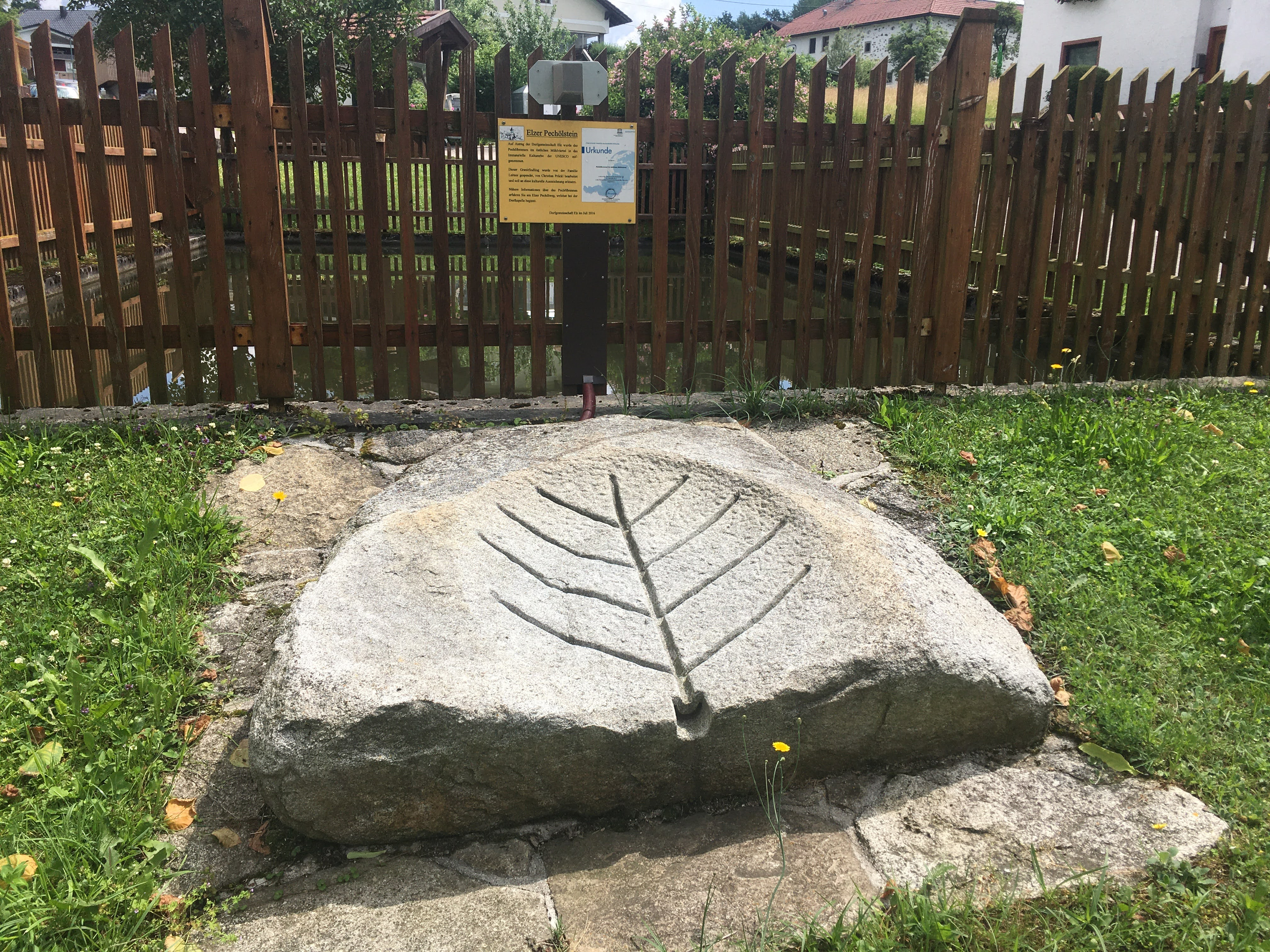
Pechölstein am Elzer Dorfplatz

Elz ist eine Ortschaft in der Marktgemeinde Lasberg im Bezirk Freistadt in Oberösterreich. Die Ortschaft befindet sich im Süden des Gemeindegebietes und umfasst eine Fläche von etwa zwei Quadratkilometern. Mit Post, Pfarre und Volksschule ist Elz nach Kefermarkt zugehörig.

## Geschichte
Im Jahr 1427 wurde Elcz in einer Urkunde des Herrschaftsarchivs von Schloss Weinberg erstmals schriftlich erwähnt. Die Bezeichnung Elz stammt wahrscheinlich vom slawischen Begriff (j)edla für Tanne und kann als Tannbach übersetzt werden.
1635 wird erstmals die Dorfkapelle erwähnt. 1908 wurden 18 von 23 Häusern durch einen Brand zerstört.
Im Jahr 2001 bestand die Ortschaft aus 57 Gebäuden, wobei 38 davon Hauptwohnsitze aufwiesen.

## Bevölkerung
| Jahr | Einwohner |
| ---- | --------- |
| 2001 | 157       |
| 2011 | 147       |
| 2020 | 173       |
| 2021 | 175       |

## Vereinsleben
- Wassergenossenschaft, gegründet 1973
- Sparverein Elz, gegründet 1978
- Volkstanzgruppe Elz, gegründet 1997
- Dorfgemeinschaft Elz, gegründet 1999

### Dorfentwicklung
Seit dem Jahr 1990 wurden verschiedenste Projekte im Bereich Dorferneuerung und -entwicklung umgesetzt.
Darunter etwa:
- Renovierung der Dorfkapelle innen und außen
- Neugestaltung des Ortsplatzes
- Erfassung der Flurnamen
- Errichtung eines kleinen Kindersportplatzes
- Treffen der ehemaligen Elzer
- Errichtung eines Dorfwirtshauses, womit im Jahr 2005 der 1. Preis bei den besten Ideen der Dorfentwicklung erreicht wurde[7]
- Errichtung eines Lehrpfades zum Thema Pechöl[8]

- Eröffnung eines Dorfladens, in dem seit 2015 Produkte aus der Region erhältlich sind[9]

## Sehenswürdigkeiten

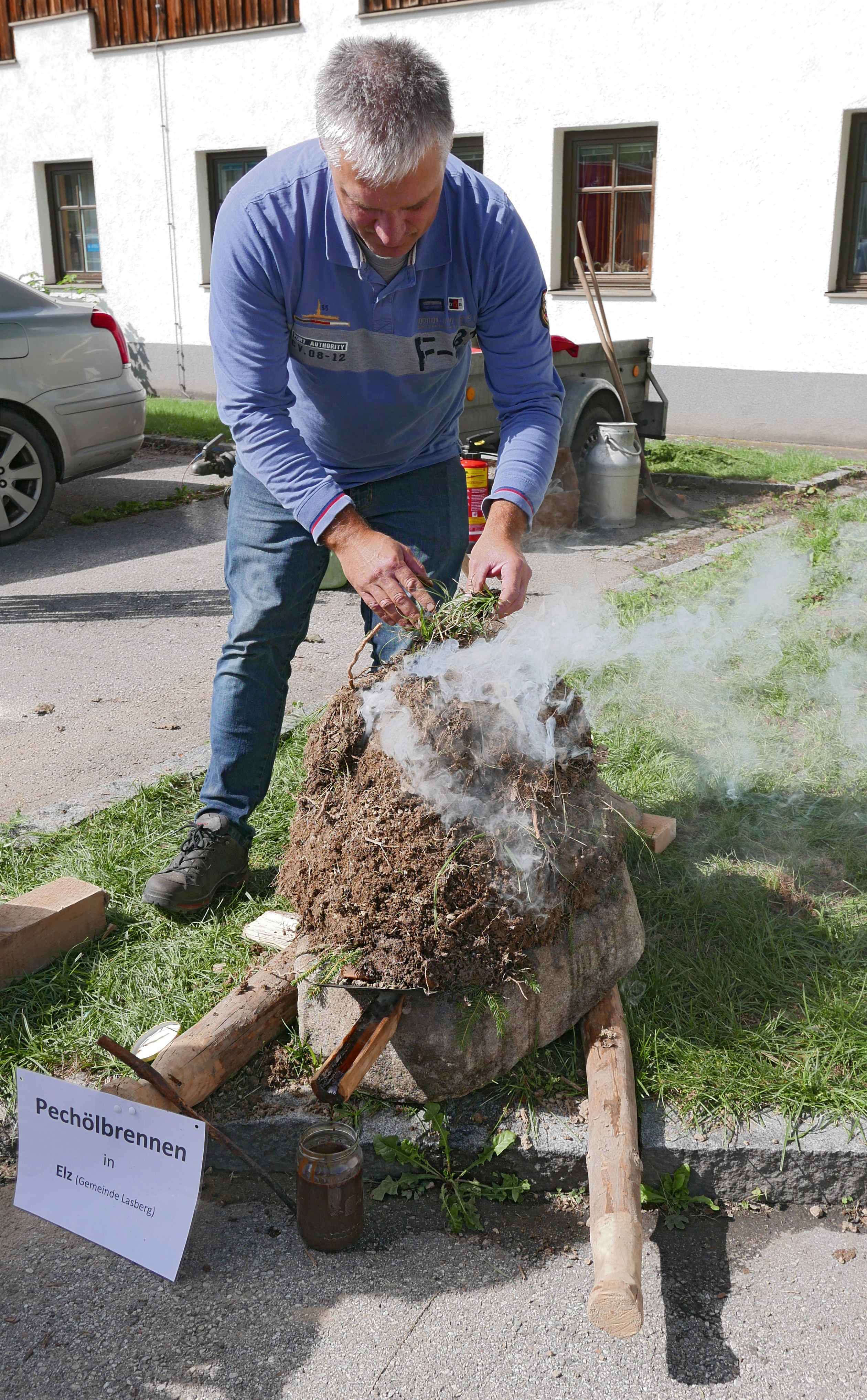
Vorführung des Pechölbrennes mit einem transportablen Pechölstein auf der Ortsbildmesse 2019 in Ternberg

- Der Lehrpfad Pechölweg wurde im Rahmen der Dorfentwicklung errichtet, nachdem in Elz im Jahr 1992 ein alter Pechölstein wiederentdeckt worden war. Seitdem wird auch wieder Pechöl gebrannt.[10]
- Insgesamt befinden sich drei Pechölsteine in Elz: zwei alte Pechölsteine liegen am rund 2 Kilometer langen Rundweg, ein neuzeitlicher Pechölstein wurde 2016 am Dorfplatz aufgestellt. Das Pechölbrennen im östlichen Mühlviertel wird seit 2013 von der UNESCO als Immaterielles Kulturerbe geführt.